# Sprintvärldsmästerskapen i kanotsport 2006
Sprintvärldsmästerskapen i kanotsport 2006 anordnades den 17-20 augusti i Szeged, Ungern. 

## Medaljsummering
| Pl.    | Nation         | Guld | Silver | Brons | Totalt |
| ------ | -------------- | ---- | ------ | ----- | ------ |
| 1      | Ungern         | 12   | 2      | 4     | 18     |
| 2      | Tyskland       | 4    | 9      | 2     | 15     |
| 3      | Ryssland       | 4    | 1      | 1     | 6      |
| 4      | Polen          | 1    | 3      | 2     | 6      |
| 5      | Belarus        | 1    | 1      | 3     | 5      |
| 6      | Kanada         | 0    | 3      | 1     | 4      |
| 7      | Ukraina        | 0    | 2      | 2     | 4      |
| 8      | Kina           | 0    | 1      | 3     | 4      |
| 9      | Tjeckien       | 1    | 1      | 1     | 3      |
| 10     | Serbien        | 1    | 0      | 1     | 2      |
| 11     | Sverige        | 1    | 0      | 1     | 2      |
| 12     | Litauen        | 0    | 0      | 2     | 2      |
| 13     | Rumänien       | 0    | 0      | 2     | 2      |
| 14     | Mexiko         | 1    | 0      | 0     | 1      |
| 15     | Slovakien      | 1    | 0      | 0     | 1      |
| 16     | Spanien        | 0    | 1      | 0     | 1      |
| 17     | Italien        | 0    | 1      | 0     | 1      |
| 18     | Slovenien      | 0    | 1      | 0     | 1      |
| 19     | Storbritannien | 0    | 1      | 0     | 1      |
| 20     | Finland        | 0    | 0      | 1     | 1      |
| 21     | Nya Zeeland    | 0    | 0      | 1     | 1      |
| Totalt | Totalt         | 27   | 27     | 27    | 81     |

### Herrar

#### Kanadensare
| Gren       | Guld                                                                                        | Tid      | Silver                                                                                      | Tid      | Brons                                                                                           | Tid      |
| C-1 200 m  | Nikolaj Lipkin (RUS)                                                                        | 39,789   | Valentyn Demjanenko (UKR)                                                                   | 40,137   | Jevgenijus Šuklinas (LTU)                                                                       | 40,441   |
| C-1 500 m  | Maksim Opalev (RUS)                                                                         | 1:49,727 | Jurij Tjeban (UKR)                                                                          | 1:50,459 | Wenjun Yang (CHN)                                                                               | 1:50,603 |
| C-1 1000 m | Everardo Cristóbal (MEX)                                                                    | 4:07,855 | Andreas Dittmer (GER)                                                                       | 4:10,741 | Attila Vajda (HUN)                                                                              | 4:11,347 |
| C-2 200 m  | Ryssland Jevgenij Ignatov Ivan Sjtyl                                                        | 36,494   | Tyskland Christian Gille Tomasz Wylenzek                                                    | 36,978   | Litauen Raimundas Labuckas Tomas Gadelkis                                                       | 37,058   |
| C-2 500 m  | Ryssland Aleksandr Kostoglod Sergej Ulegin                                                  | 1:41,520 | Tyskland Stefan Holtz Robert Nuck                                                           | 1:42,792 | Ungern György Kozmann György Kolonics                                                           | 1:42,942 |
| C-2 1000 m | Ungern György Kozmann György Kolonics                                                       | 3:43,781 | Kanada Attila Buday Tamas Buday Jr.                                                         | 3:46,151 | Ukraina Maksym Prokopenko Serhij Bezuhlyj                                                       | 3:46,769 |
| C-4 200 m  | Tjeckien Petr Procházka Jiří Heller Jan Břečka Petr Fuksa                                   | 34,052   | Belarus Kanstantsin Sjtjarbak Dzmitryj Rabtjanka Aljaksandr Valtjetski Dzmitryj Vajtsisjkin | 34,132   | Ungern Pál Sarudi Márton Joób Gábor Horváth Péter Balázs                                        | 34,336   |
| C-4 500 m  | Belarus Dzmitryj Rabtjanka Dzmitryj Vajtsisjkin Kanstantsin Sjtjarbak Aljaksandr Valtjetski | 1:31,820 | Polen Łukasz Woszczyński Paweł Baraszkiewicz Marcin Grzybowski Pawel Skowronski             | 1:32,360 | Rumänien Gabriel Talpă Florin Mironcic Loredan Popa Silviu Simioncencu                          | 1:33,710 |
| C-4 1000 m | Tyskland Robert Nuck Stephan Breuing Stefan Holtz Thomas Lück                               | 3:27,422 | Kanada Andrew Russell Thomas Hall Kyle Jeffery Dmitri Joukovski                             | 3:28,394 | Belarus Aljaksandr Kurljandtjyk Aljaksandar Zjukoŭski Aljaksandr Bahdanovitj Andrej Bahdanovitj | 3:28,880 |

#### Kajak
| Gren       | Guld                                                                   | Tid      | Silver                                                             | Tid      | Brons                                                                           | Tid      |
| K-1 200 m  | Ronald Rauhe (GER)                                                     | 35,200   | Carlos Pérez (ESP)                                                 | 35,396   | Mykola Kremer (UKR)                                                             | 35,516   |
| K-1 500 m  | Marek Twardowski (POL)                                                 | 1:38,596 | Anton Rjachov (RUS)                                                | 1:38,698 | Lutz Altepost (GER)                                                             | 1:39,832 |
| K-1 1000 m | Markus Oscarsson (SWE)                                                 | 3:39,359 | Tim Brabants (GBR)                                                 | 3:39,419 | Ben Fouhy (NZL)                                                                 | 3:39,443 |
| K-2 200 m  | Tyskland Ronald Rauhe Tim Wieskötter                                   | 32,660   | Polen Marek Twardowski Adam Wysocki                                | 32,804   | Serbien Dragan Zorić Ognjen Filipović                                           | 32,912   |
| K-2 500 m  | Tyskland Ronald Rauhe Tim Wieskötter                                   | 1:27,791 | Kanada Richard Dessureault-Dober Andrew Willows                    | 1:28,631 | Ungern Gábor Kucsera Zoltán Kammerer                                            | 1:29,063 |
| K-2 1000 m | Ungern Gábor Kucsera Zoltán Kammerer                                   | 3:17,791 | Tyskland Rupert Wagner Andreas Ihle                                | 3:19,075 | Polen Tomasz Górski Adam Seroczyński                                            | 3:19,837 |
| K-4 200 m  | Serbien Milan Đenadić Ognjen Filipović Bora Sibinkic Dragan Zorić      | 29,965   | Ungern Viktor Kadler Gergely Gyertyános Balázs Babella István Beé  | 30,033   | Ryssland Sergej Kosilov Konstantin Visjnjakov Stepan Sjevtjuk Sergej Chovanskij | 30,401   |
| K-4 500 m  | Slovakien Richard Riszdorfer Michal Riszdorfer Róbert Erban Erik Vlček | 1:20,606 | Ungern Attila Csamangó Gábor Bozsik Attila Boros Márton Sik        | 1:21,188 | Polen Adam Wysocki Paweł Baumann Przmyslaw Gawrych Tomasz Mendelski             | 1:21,536 |
| K-4 1000 m | Ungern Ákos Vereckei Roland Kökény Lajos Gyökös Gábor Horváth          | 2:56,523 | Polen Marek Twardowski Tomasz Mendelski Paweł Baumann Adam Wysocki | 2:57,873 | Belarus Vadzim Machneŭ Dziamjan Turtjyn Aljaksej Abalmasaŭ Raman Petrusjenka    | 2:57,897 |

### Damer

#### Kajak
| Gren       | Guld                                                                      | Tid      | Silver                                                                               | Tid      | Brons                                                                  | Tid      |
| K-1 200 m  | Tímea Paksy (HUN)                                                         | 40,203   | Spela Ponomarenko (SLO)                                                              | 40,947   | Karen Furneaux (CAN)                                                   | 41,071   |
| K-1 500 m  | Dalma Benedek (HUN)                                                       | 1:52,287 | Josefa Idem (ITA)                                                                    | 1:53,265 | Zhong Hongyan (CHN)                                                    | 1:53,307 |
| K-1 1000 m | Dalma Benedek (HUN)                                                       | 4:04,683 | Katrin Wagner-Augustin (GER)                                                         | 4:06,933 | Michala Mruzková (CZE)                                                 | 4:07,293 |
| K-2 200 m  | Ungern Katalin Kovács Nataša Janić                                        | 37,423   | Tyskland Katrin Wagner-Augustin Fanny Fischer                                        | 37,919   | Finland Jenni Honkanen Anne Rikala                                     | 37,983   |
| K-2 500 m  | Ungern Katalin Kovács Nataša Janić                                        | 1:41,998 | Tjeckien Jana Bláhová Michala Mruzková                                               | 1:43,408 | Tyskland Fanny Fischer Gesine Ruge                                     | 1:43,432 |
| K-2 1000 m | Ungern Katalin Kovács Nataša Janić                                        | 3:48,982 | Kina Zhu Minyuan Yang Yali                                                           | 3:49,756 | Belarus Hanna Pusjkova-Aresjka Natalja Bandarenko                      | 3:51,664 |
| K-4 200 m  | Ungern Tímea Paksy Melinda Patyi Nataša Janić Katalin Kovács              | 34,650   | Tyskland Judith Hörmann Nicole Reinhardt Carolin Leonhardt Conny Waßmuth             | 35,090   | Sverige Josefin Nordlöw Sofia Paldanius Karin Johansson Anna Karlsson  | 36,046   |
| K-4 500 m  | Ungern (HUN) Krisztina Fazekas Tímea Paksy Nataša Janić Katalin Kovács    | 1:31,763 | Tyskland (GER) Katrin Wagner-Augustin Carolin Leonhardt Conny Waßmuth Judith Hörmann | 1:31,817 | Rumänien (ROM) Mariana Ciobanu Lidia Talpă Florica Vulpeș Alina Platon | 1:34,535 |
| K-4 1000 m | Ungern (HUN) Nataša Janić Alexandra Keresztesi Katalin Kovács Tímea Paksy | 3:23,488 | Tyskland (GER) Carolin Leonhardt Miriam Frenken Tanja Schuck Silke Hörmann           | 3:24,106 | Kina (CHN) Yu Lamei Wang Feng Zhang Jinmei He Jing                     | 3:25,012 |